# Invaze barbarů
Invaze barbarů (v originále Les invasions barbars) je kanadsko-francouzský hraný film z roku 2003, který režíroval Denys Arcand podle vlastního scénáře. Film popisuje poslední okamžiky nevyléčitelně nemocného muže, který v přítomnosti svých dávných přátel rekapituluje svůj život. Snímek měl světovou premiéru na Filmovém festivalu v Cannes 21. května 2013. Film byl oceněn Oscarem v kategorii nejlepší zahraniční film, kdy porazil český film Želary.

## Děj
Kanadský univerzitní profesor Rémy umírá v nemocnici v Montréalu. Jeho dcera Sylvaine se právě plaví plachetnici někde v Pacifiku, proto z Londýna přiletí syn Sébastien se svou snoubenkou Gaëlle, aby pomohl své matce postarat se o nemocného otce. Sébastien vystudoval matematiku a ekonomii a pracuje jako investiční bankéř. Sébastien nabízí otci tu nejlepší lékařskou péči v USA, což otec striktně odmítá. Rémy sám sebe definuje jako socialistu, zatímco své potomky označuje za barbary. Sébastien, kterému otec přezdívá „náčelník barbarů“, díky svému jmění a kontaktům dokáže zařídit samostatný pokoj, což jinak v kanadském státním zdravotnictví není možné. Také pozve staré přátele svého otce, kteří přiletí z Aljašky, Říma a Kanady, aby se s Rémym rozloučili. Přijíždějí jeho bývalé milenky Dominique a Diane, homosexuální pár Claude a Alessandra a kolega Pierre, který se mezitím oženil a založil rodinu. Rémy, milovník vína, kulinářských lahůdek a především žen, začíná přemýšlet o své minulosti. Historik, který absolvoval univerzitu Berkeley se dvěma Pulitzerovými cenami, nedosáhl ničeho kromě několika vědeckých článků. Když se Rémymu zhorší bolesti tak, že nepomáhá morfin, Sébastien kontaktuje místního dealera, aby pro otce sehnal účinnější heroin. Sébastien poté organizuje pro Rémyho výlet do venkovského domu u jezera. Zde Rémy podstoupí eutanazii.

## Obsazení
| Rémy Girard       | Rémy         |
| Stéphane Rousseau | Sébastien    |
| Dorothée Berryman | Louise       |
| Louise Portal     | Diane        |
| Dominique Michel  | Dominique    |
| Yves Jacques      | Claude       |
| Pierre Curzi      | Pierre       |
| Marie-Josée Croze | Nathalie     |
| Marina Handsová   | Gaëlle       |
| Toni Cecchinato   | Alessandro   |
| Mitsou Gélinas    | Ghislaine    |
| Isabelle Blais    | Sylvaine     |
| Roy Dupuis        | Gilles Levac |

## Ocenění
- Oscar: nejlepší cizojazyčný film, nominace v kategorii nejlepší originální scénář (Denys Arcand)
- Filmová cena Britské akademie: nominace v kategoriích nejlepší cizojazyčný film a nejlepší originální scénář (Denys Arcand)
- Zlatý glóbus: nominace v kategorii nejlepší cizojazyčný film
- Cóndor de Plata: nominace v kategorii nejlepší cizojazyčný film
- Bangkok International Film Festival: nejlepší film
- Critics' Choice Movie Awards: nejlepší cizojazyčný film
- Filmový festival v Cannes: nejlepší herečka (Marie-Josée Croze), nejlepší scénář (Denys Arcand), nominace na Zlatou palmu jako nejlepší film
- Český lev: nejlepší cizojazyčný film
- César: nejlepší film, nejlepší režie (Denys Arcand), nejlepší původní scénář (Denys Arcand) a nominace v kategorii nejslibnější herečka (Marie-Josée Croze)
- Donatellův David: nejlepší zahraniční film
- Directors Guild of Canada: nejlepší film, nejlepší režie (Denys Arcand)a nominace v kategorii nejlepší výprava
- Evropské filmové ceny: Screen International
- Genie Award: nejlepší film, nejlepší scénář (Denys Arcand), nejlepší herec v hlavní roli (Rémy Girard), nejlepší herec ve vedlejší roli (Stéphane Rousseau), nejlepší herečka ve vedlejší roli (Marie-Josée Croze), nejlepší originální scénář (Denys Arcand) a nominace v kategoriích nejlepší střih, nejlepší zvuk a nejlepší střih zvuku
- Satellite Award: nominace v kategorii nejlepší cizojazyčný film
- Sindacato Nazionale Giornalisti Cinematografici Italiani: nominace v kategorii nejlepší zahraniční režisér (Denys Arcand)
- Prix Jutra: nejlepší film, nejlepší režie (Denys Arcand), nejlepší herečka v hlavní roli (Marie-Josée Croze), nejlepší scénář (Denys Arcand), nejlepší výprava, speciální ocenění a nominace v kategorii nejlepší make-up
- Kansas City Film Critics Circle Award: nejlepší zahraniční film
- National Board of Review: nejlepší cizojazyčný film
- Online Film Critics Society Award: nominace v kategorii nejlepší cizojazyčný film
- San Diego Film Critics Society Award: nejlepší cizojazyčný film
- Toronto Film Critics Association Award: nejlepší scénář (Denys Arcand)
- Toronto International Film Festival: nejlepší kanadský film
- Valladolid International Film Festival: cena publika za nejlepší film
- Vancouver Film Critics Circle: nejlepší kanadský film, nejlepší kanadský režisér (Denys Arcand)